# John Welsh (attore)
John Welsh (Wexford, 7 novembre 1914 – Londra, 21 aprile 1985) è stato un attore irlandese.

## Biografia
È principalmente noto per avere interpretato il ruolo del maggiordomo Merriman nella serie televisiva britannica La duchessa di Duke Street, trasmessa la prima volta negli anni settanta.

## Filmografia parziale

### Cinema
- Il figlio conteso (The Divided Heart), regia di Charles Crichton (1954)
- Il vendicatore nero (Dark Avenger), regia di Henry Levin (1955)
- La lunga mano (The Long Arm), regia di Charles Frend (1956)
- La primula gialla (The Counterfeit Plan), regia di Montgomery Tully (1957)
- La strada è bloccata (The Long Haul), regia di Ken Hughes (1957)
- Obiettivo Butterfly (The Safecracker), regia di Ray Milland (1958)
- La vendetta di Frankenstein (The Revenge of Frankenstein), regia di Terence Fisher (1958)
- Il ruvido e il liscio (The Rough and the Smooth), regia di Robert Siodmak (1959)
- La strada dei quartieri alti (Room at the Top), regia di Jack Clayton (1959)
- Konga, regia di John Lemont (1961)
- Francesco d'Assisi (Francis of Assisi), regia di Michael Curtiz (1961)
- Johnny Nobody, regia di Nigel Patrick (1961)
- L'incubo di Janet Lind (Nightmare), regia di Freddie Francis (1964)
- Rasputin, il monaco folle (Rasputin: the Mad Monk), regia di Don Sharp (1966)
- Attacco alla costa di ferro (Attack on the Iron Coast), regia di Paul Wendkos (1968)
- L'uomo che uccise se stesso (The Man Who Haunted Himself), regia di Basil Dearden (1970)
- Cromwell, regia di Ken Hughes (1970)
- Krull, regia di Peter Yates (1983)

### Televisione
- Douglas Fairbanks, Jr., Presents – serie TV, 3 episodi (1953-1955)
- Assignment Foreign Legion – serie TV, episodio 1x23 (1957)
- La duchessa di Duke Street (The Duchess of Duke Street) – serie TV, 25 episodi (1976-1977)
- Maneaters Are Loose!, regia di Timothy Galfas – film TV (1978)
- Una famiglia come le altre (Life Goes On) – serie TV, 6 episodi (1990-1991)

## Doppiatori italiani
Nelle versioni in italiano delle opere in cui ha recitato, John Welsh è stato doppiato da:
- Bruno Persa in La vendetta di Frankenstein, Francesco d'Assisi
- Manlio Busoni in Attacco alla costa di ferro
- Renato Turi in L'uomo che uccise se stesso
- Ennio Balbo in La duchessa di Duke Street
- Giuseppe Fortis in Racconto d'inverno
- Mico Cundari in Timone d'Atene
- Giustino Durano in Pene d'amor perdute
- Dante Biagioni nei ridoppiaggi di Racconto d'inverno e Timone d'Atene